# قائمة مرجعية لمنظمة الصحة العالمية حول السلامة الجراحية
نشرت منظمة الصحة العالمية (WHO) «القائمة المرجعية لمنظمة الصحة العالمية حول السلامة الجراحية والدليل التطبيقي» عام 2008 بهدف تعزيز سلامة المرضى الذين يخضعون لجراحة.

## نظرة عامة
مع ارتفاع معدل حدوث إصابات جراحية والإصابة بالسرطان وأمراض القلب والأوعية الدموية على مستوى العالم، يستمر ارتفاع تأثير التدخل الجراحي على أنظمة الصحة العامة. قامت منظمة الصحة العالمية بتبني عدد من المبادرات العالمية والإقليمية لتناول مسألة السلامة الجراحية. فقد ركزت «المبادرة العالمية لرعاية الطوارئ والرعاية الجراحية الأساسية» وكذلك «دليل الرعاية الأساسية للرضخ» على الوصول إلى الخدمة وجودتها. بينما تناولت «الحملة الثانية لتحدي سلامة المرضى في العالم: الجراحة الآمنة تنقذ الأرواح» مسألة سلامة الرعاية الجراحية. ولقد بادر التحالف العالمي لسلامة المرضى بالعمل على حملة التحدي في يناير 2007.

تحدد القائمة المرجعية بصورة أساسية ثلاث مراحل مختلفة للعملية الجراحية، تتطابق كل مرحلة منهم مع فترة معينة من مسار العمل الطبيعي: قبل حقن التخدير، وقبل شق البشرة وقبل مغادرة المريض غرفة العمليات. وفي كل مرحلة يجب أن يؤكد «منسق المراجعة» قيام الفريق الجراحي بإتمام المهام المذكورة قبل متابعة إجراء الجراحة.

إن الهدف من تلك القائمة المرجعية هو أن نضمن بصورة منهجية وفعالة أن جميع الظروف مثالية لسلامة المريض وأن جميع أفراد الفريق الطبي مميزون ويمكن محاسبتهم وحتى نضمن تجنب أي خطأ في هوية المريض أو موضع ونوع الجراحة تجنبًا تامًا. فعند اتباع بضع خطوات حاسمة، يمكن أن يحد أخصائيو الرعاية الصحية من معظم المخاطر الشائعة الممكن تجنبها والتي تهدد حياة وسلامة مرضى الجراحات.

إن هذه القائمة من الأهمية بمكان بالنسبة لزيادة الوعي حول مبادرة السلامة هذه: http://www.ncbi.nlm.nih.gov/pubmed/21103132

## قبل حقن التخدير
قبل تخدير المريض، يجب أن يؤكد المريض شخصيته وموضع إجراء الجراحة والجراحة التي يتم إجراؤها وأنه موافق على إجراء تلك الجراحة. ويجب تعليم موضع الجراحة إن أمكن. ثم يجب مراجعة وجود أو خلو المريض من مرض الأرجية، ومناقشة كمية الدم المتوقع أن يفقدها المريض ويجب إتمام التحقق من سلامة البنج التخديري.

## الوقت المستقطع
قبل البدء في إجراء الجراحة (أي قبل الشق الأول)، يجب أن يأخذ الفريق بأكمله (وقتًا مستقطعًا" (توقف). في هذه المرحلة، يجب أن يعرف جميع الأفراد الموجودين داخل الغرفة أنفسهم بالاسم والمنصب. ثم يؤكد الجراح وطبيب التخدير اسم المريض والجراحة التي ستتم وأي أحداث خطيرة يتوقع حدوثها. ثم يناقش هؤلاء الأطباء أيضًا إمكانية الحاجة إلى مضادات حيوية أو تصوير بالأشعة.

## الخروج
قبل مغادرة المريض غرفة الجراحة هناك إجراء مراجعة آخر يقوم به فريق التمريض في العادة. فيتم مراجعة عدد الأدوات والإسفنج والإبر، ثم يتم فحص الجهاز والعينات حسب التعليمات المناسبة. ثم يجب أن يناقش الجراح وطبيب التخدير وفريق التمريض أية مشكلات أساسية لإدارة مرحلة تماثل المريض للشفاء.